# Abidnagar
Abidnagar (అబిద్ నగర్, Abid Nagar in telugu) è un quartiere della città indiana di Visakhapatnam.